# Guna Zariņa
Guna Zariņa (n. 1 octombrie 1972, Riga, URSS) este o actriță de teatru și film letonă care lucrează, începând din 1997, la Teatrul Nou din Riga și joacă frecvent în filme.

## Biografie

### Studii
S-a născut în 1 octombrie 1972 la Riga, într-o familie de matematicieni. A fost pasionată de teatru din copilărie și a dorit să urmeze o carieră artistică, ignorând din acest motiv presiunea sovietică asupra republicilor unionale din ultimii ani de existență ai URSS-ului. A participat în timpul liceului la tabăra literară „Aicinājums” și a urmat cursuri la Studioul Tinerilor Actori de Film cu Leo Rages și apoi cursul de actorie al profesorilor Aina Matīsa⁠(d) și Arnolds Liniņš⁠(d). Pasiunea pentru teatru a făcut-o să ignore celelalte discipline școlare și să aibă astfel note mici, pentru că i-a lipsit motivația.
Ca urmare a faptului că în anul 1991 nu existau oportunități pentru a studia actoria în Letonia, Zariņa s-a înscris la Facultatea de Filologie a Universității din Letonia⁠(d), urmând pentru o scurtă perioadă de timp cursul de critică teatrală ținut de Silvija Radzobe⁠(d). Ea a scris în 1992 cronici teatrale în ziarul Latvijas Jaunatne⁠(d), pe care le-a considerat mai târziu ca fiind „foarte crude”, din cauza aroganței și a invidiei sale. Interesul pentru cariera de actriță a determinat-o să urmeze în perioada 1992–1996 studii de actorie la Academia de Artă Teatrală din Sankt Petersburg⁠(d), la clasa prof. Vladimir Petrov⁠(d) și apoi studii postuniversitare la distanță de discurs scenic. A intenționat inițial să rămână la Sankt Petersburg, considerând că nu va putea practica în țara ei arta teatrală pe care o învățase în Rusia.

### Cariera artistică
După terminarea studiilor, s-a întors în Letonia și a debutat ca actriță în adaptarea dramatică a romanului Tunelul al lui Ernesto Sábato, pusă în scenă în 1997 de regizorul Viesturs Kairišs la Teatrul Dailes⁠(d) din Riga. Ea a jucat trei roluri în această piesă: Mimī, poștărița și prostituata, aducând colectivului de actori „plasticitate mentală, simț al umorului și vitalitate neînăbușită în dramă”. În toamna anului 1997, când Alvis Hermanis⁠(d) a devenit directorul artistic al Teatrului Nou din Riga, Guna Zariņa a fost angajată în trupa de actori a teatrului, care includea atunci și alți actori ai viitorului nucleu al Teatrului Nou: Vilis Daudziņš⁠(d), Ģirts Krūmiņš, Kaspars Znotiņš⁠(d), Baiba Broka⁠(d) și Andris Keišs. Acolo actrița și-a continuat colaborarea cu Viesturs Kairišs, interpretând roluri importante: Simina în Domnișoara Christina de Mircea Eliade (1997), Antonia în Skroderdienas Silmachis de Rūdolfs Blaumanis (1998) , Nastasia Filippovna în Idiotul de Feodor Dostoievski (1999) și Lisa în Șarpele de Mircea Eliade (2000), dar a lucrat și cu Alvis Hermanis, interpretând roluri precum Thomasina Coverly în Arcadia de Tom Stoppard (1998), Anna Andreevna în Revizorul de Nikolai Gogol (2002), care a adus recunoașterea internațională a Teatrului Nou din Riga etc. Zariņa a jucat, de asemenea, de mai multe ori în piesele regizate de Baņuta Rubess⁠(d), Gatis Šmits⁠(d), Māra Ķimele⁠(d), Inese Mičule⁠(d) și Vladislavs Nastavševs⁠(d).
Guna Zariņa a debutat în film în Likteņdzirnas⁠(d) (1997) al lui Jānis Klīdzējs⁠(d), unde a jucat un rol secundar, și a devenit una dintre cele mai căutate actrițe de film letone și a fost distribuite în numeroase filme printre care seria de scurtmetraje Elementi (r. Laila Pakalniņa, 2009), filmele Seržanta Lapiņa atgriešanās⁠(d) (r. Gatis_Šmits, 2010), Kolka Cool⁠(d) (r. Juris Poškus, 2010), Melānijas hronika⁠(d) (r. Viesturs Kairišs, 2016), Homo novus⁠(d) (r. Anna Viduleja, 2018), Bille⁠(d) (r. I. Kolmane, 2018), Oļegs⁠(d) (r. J. Kursietis, 2019) și Jelgava 94⁠(d) (r. J. Ābele, 2019) și serialele TV Saldā indes garša (2001) și Aģentūra (2020). Printre cele mai cunoscute roluri ale sale sunt Renāte din Medības⁠(d) (2009), Alise Lagzdiņa din Seržanta Lapiņa atgriešanās⁠(d) (2010) – inspirat din piesa Tas notika ar viņiem, în care Zariņa a interpretat rolul Alise Budļevska –, Gunta din Kolka Cool⁠(d) (2011) ș.a.

### Atitudini politice
Actrița a participat la protestele anticorupție⁠(d) care au avut loc la 18 octombrie 2007 în fața clădirii Seimului. În semn de protest împotriva invaziei Rusiei în Ucraina din 2014, Zariņa a refuzat să meargă în Rusia pentru a juca rolul Medeea în piesa omonimă a lui Euripide, pusă în scenă de Vladislavs Nastavševs⁠(d) la Centrul Gogol din Moscova, și a trimis o scrisoare Centrului Gogol, pe care a încheiat-o cu cuvintele: „Muzele tac. Ne vedem după război!”. Decizia actriței a atras atenția internațională, fiind menționată în mass-media letonă, rusă și ucraineană, și a provocat discuții ample în societatea letonă cu privire la implicarea artiștilor în politică. Actrița a afirmat că vizitele anterioare la Moscova au făcut-o să simtă că aparține complet Letoniei și că patria ei este Letonia.

### Premii și alte distincții
Guna Zariņa a obținut numeroase premii la nivel național: Premiul Spēlmaņu nakts⁠(d) pentru „cel mai strălucit debut teatral” pentru rolurile interpretate în piesa Tunelul (1997), trei premii „Spēlmaņu nakts” pentru „cea mai bună actriță a anului⁠(d)”: pentru rolurile din piesa Latviešu mīlestība și rolul Alise Budļevska în piesa Tas notika ar viņiem (2007), rolul Spīdola din piesa Uguns un nakts (2017) și rolul Aivars Neibarts din piesa Dieviņš Pillā (2018), Premiul Kroder și Premiul Žanis Katlap pentru interpretarea ei din piesa Uguns un nakts (2017) și Premiul Lilita Bērziņa⁠(d) (2013). Criticul Undīne Adamaite a consemnat: „Prin rolurile ei (de o amplitudine amețitoare), ea a ridicat foarte sus ștacheta actoriei în teatrul leton. Din acest motiv, colegii ei de la Teatrul Nou din Riga (ei înșiși maeștri) o numesc adesea pe Guna Zariņa în interviuri ca profesoara lor. Există o remarcabilă onestitate și o lipsă de compromisuri în tot ceea ce face.”
Pentru rolul din filmul Normāli cilvēki⁠(d) (2015), ea a primit premiul Lielais Kristaps⁠(d) ca cea mai bună actriță⁠(d). Ea a primit acest premiu pentru a doua oară pentru rolul Emīlija Benjamiņa⁠(d) din miniserialul TV Emīlija. Latvijas preses karaliene⁠(d) (2021). În afara acestor două premii, a mai fost nominalizată de încă șapte ori la acest premiu la categoriile: „cea mai bună actriță” (pentru Pa ceļam aizejot⁠(d) în 2001 și pentru Seržanta Lapiņa atgriešanās⁠(d) în 2012), „cea mai bună actriță în rol secundar” (pentru Medības⁠(d) în 2009, pentru Kolka Cool⁠(d) în 2012, pentru Melānijas hronika⁠(d) în 2017, pentru Homo novus⁠(d) în 2018 și pentru Oļegs⁠(d) în 2019).
Guna Zariņa a fost decorată pentru merite deosebite pe 20 octombrie 2017 cu Ordinul celor Trei Stele⁠(d) (cea mai înaltă decorație de stat a Letoniei), clasa a IV-a, și a fost inclusă de criticul teatral Silvija Radzobe⁠(d) în monografia 100 izcili Latvijas aktieri („100 de actori letoni remarcabili”), fiind considerată o „maestră a grotescului”.

## Viața personală
Guna Zariņa a avut o relație cu actorul și regizorul Ģirts Ēcis, din care s-a născut un fiu: Kirils Ēcis⁠(d) (n. 2000), care a devenit poet, actor și muzician. Relația s-a încheiat curând, iar Ģirts Ēcis a părăsit Teatrul Nou de la Riga și s-a mutat în Rusia, unde a absolvit în 2007 studii de master în regie de teatru la Școala de Teatru din Moscova și a pus în scenă spectacole la Moscova, Omsk și Perm, iar ulterior chiar și în teatrele letone.
Actrița este o adeptă a mersului cu bicicleta, pe care îl practică la Riga încă din anii 1990, și refuză adesea să acorde interviuri, spunând că nu-și dorește ca viața ei să personală să atragă interesul publicului.

## Activitatea teatrală (selecție)
- Anton Cehov: Trei surori — Natalia Ivanovna Prozorova
- Anton Cehov: Unchiul Vania — Sofia Serebriakova
- Feodor Dostoievski: Crimă și pedeapsă — Sonia Marmeladova / Katerina Ivanovna / Lizaveta / Mama / Mikolka
- Feodor Dostoievski: Idiotul — Nastasia Filippovna
- Mircea Eliade: Domnișoara Christina — Simina
- Mircea Eliade: Șarpele — Liza
- Euripide: Medeea — Medeea
- Nikolai Gogol: Revizorul — Anna Andreevna, soția primarului
- Ilf și Petrov: Douăsprezece scaune
- Vladimir Nabokov: Invitație la eșafod — Emmie, fiica directorului închisorii / Marfinka, soția lui Cincinnatus / mama lui Cincinnatus
- Platon: Banchetul — fată
- Aleksandr Pușkin: Ospăț în timp de ciumă — Maria
- Arthur Schnitzler: La Ronde — prostituata
- Stendhal: Despre dragoste — model
- Tom Stoppard: Arcadia — Thomasina Coverly
- Aleksei Tolstoi: Aventurile lui Buratino — Buratino
- Lev Tolstoi: Puterea întunericului⁠(d) — Anisia
- Aleksandr Vampilov: Vara trecută la Ciulimsk — Horoșiha
- Aleksandr Volodin: Cinci seri — Tatiana
- Tennessee Williams: Menajeria de sticlă — Laura

## Filmografie
| An   | Film                                  | Rol                   | Observații       |
| ---- | ------------------------------------- | --------------------- | ---------------- |
| 1997 | Likteņdzirnas⁠(d)                      |                       | rol secundar     |
| 1999 | Seko man!⁠(d)                          | Anna                  |                  |
| 2000 | Vecās pagastmājas mistērija⁠(d)        | creatoarea de costume |                  |
| 2000 | Kāzas⁠(d)                              | Lelde                 | scurtmetraj      |
| 2001 | Pa ceļam aizejot⁠(d)                   | Ruta                  |                  |
| 2007 | Ūdens⁠(d)                              | Marija                | scurtmetraj      |
| 2007 | Uguns⁠(d)                              | Marija                | scurtmetraj      |
| 2008 | Akmeņi⁠(d)                             | Marija                | scurtmetraj      |
| 2009 | Klusums⁠(d)                            | Marija                | scurtmetraj      |
| 2009 | Medības⁠(d)                            | Renāte                |                  |
| 2010 | Seržanta Lapiņa atgriešanās⁠(d)        | Alise Lagzdiņa        |                  |
| 2011 | Kolka Cool⁠(d)                         | Gunta                 |                  |
| 2012 | Nodevība⁠(d) (Izmena)                  | anchetatoare          | Rusia            |
| 2015 | Normāli cilvēki⁠(d)                    |                       | scurtmetraj      |
| 2016 | Melānijas hronika⁠(d)                  | Katrīna               |                  |
| 2017 | Bize un Neguļa⁠(d)                     | voce                  | film de animație |
| 2017 | Out⁠(d)                                | Gaida                 | Slovacia         |
| 2017 | Viesturs Kairišs iznāk no meža⁠(d)     | actriță               | scurtmetraj      |
| 2018 | Paradīze '89⁠(d)                       | vecina                |                  |
| 2018 | Bille⁠(d)                              | profesoara de pian    |                  |
| 2018 | Homo novus⁠(d)                         | Margo Eiridīke        |                  |
| 2019 | Oļegs⁠(d)                              | Zita                  |                  |
| 2019 | Jelgava 94⁠(d)                         | directoarea școlii    |                  |
| 2020 | Aģentūra                              | Dina                  | miniserial TV    |
| 2021 | Tizlenes                              | Ārija                 |                  |
| 2021 | The Good Neighbor                     | Juta Reine            |                  |
| 2021 | Emīlija. Latvijas preses karaliene⁠(d) | Emīlija Benjamiņa⁠(d)  | miniserial TV    |